# Ommatius ouachitensis
Ommatius ouachitensis là một loài ruồi trong họ Asilidae. Ommatius ouachitensis được Bullington & Lavigne miêu tả năm 1984. Loài này phân bố ở vùng Tân Bắc giới.